# تشارلز إف. باك
تشارلز إف. باك هو محامي وسياسي أمريكي، ولد في 5 نوفمبر 1841 في باد دورهايم في ألمانيا، وتوفي في 19 يناير 1918 في نيو أورلينز في الولايات المتحدة. نشط حزبياً في الحزب الديمقراطي. وقد انتخب عضو مجلس النواب الأمريكي ‏.